# Возер, Церинг
Церинг Возер (тиб. ཚེ་རིང་འོད་ཟེར་, род. 21 июля 1966, Лхаса) — тибетская писательница, активистка, блоггер, поэтесса и эссеистка.

## Биография
Возер, на четверть китаянка (хань) и на три четверти тибетка, родилась в Лхасе. Её дедушка, китаец, был офицером Национальной армии из Гоминьдана, а отец был высокопоставленным армейским офицером Народно-освободительной армии. Семья переехала в район Кхам на западе провинции Сычуань, когда Возер была маленькой. В 1988 году она выпустилась из Юго-Западного университета национальностей в Чэнду со специальностью «Китайская литература». Возер работала репортером в Гарзе, затем в Лхасе, а с 2003 года из-за политических проблем жила в Пекине. Возер замужем за Ван Лисюн, известным писателем, который часто пишет о Тибете. По данным «Репортёров без границ», «Возер — одна из немногих тибетских авторов и поэтов, пишущих на китайском языке». Когда правительство отказалось выдать ей паспорт, она подала в суд на органы власти.

## Карьера
Возер — автор книги «Заметки о Тибете» (西藏笔记). Тибетская информационная сеть цитирует неназванные источники, согласно которым книга была запрещена правительством примерно в сентябре 2003 года.
По данным UNPO, вскоре после предполагаемого запрета Возер была уволена с работы. Радио Свободная Азия сообщало, что она продолжала публиковать разнообразные стихи и статьи в двух своих блогах: Maroon Map (绛红色的地图, oser.tibetcul.net), который, по словам автора, посещали в первую очередь тибетцы, и блог Woeser (blog.daqi.com/weise), который посещали в основном представители ханьской национальности. По данным Радио Свободная Азия, 28 июля 2006 года оба блога были закрыты по распоряжению правительства, видимо, в ответ на публикации, в которых она поздравляла Далай-ламу с днём рождения и затрагивала другие острые темы. Возер заявила, что продолжит писать и говорить.

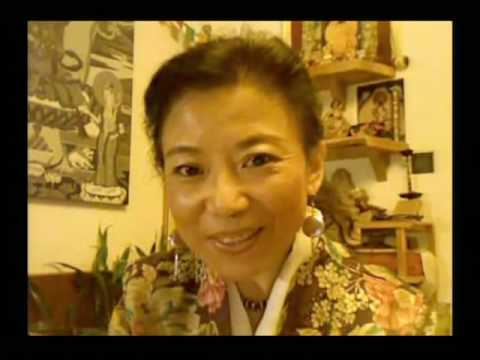
Возер перед тибетским буддийским алтарем в своей квартире в Пекине в 2009 году.

Во время беспорядков в Тибете в 2008 году Возер и её муж были помещены под домашний арест после разговора с журналистами. В декабре 2008 года Возер и её муж были одними из первых из 303 человек, подписавших Хартию-08, позже к ним присоединились тысячи. Лю Сяобо, автор «Хартии-08», был приговорен к одиннадцати годам тюремного заключения и награждён Нобелевской премией мира 2010 года. В июле 2009 года Возер и её муж были одними из более чем 100 человек, подписавших петицию с просьбой к китайским властям освободить задержанного профессора экономики этнического уйгура Ильхама Тохти. Когда в 2011 году её наградили Премией Принца Клауса, ей запретили получать премию в посольстве Нидерландов.
Церинг Возер защищала действия Тибета во время Тибетского восстания 1905 года, заявляя, что Чжао Эрфэн вторгся в регион, чтобы «жестоко остановить тибетские протесты», и перечисляя зверства, совершенные Чжао.
Её «Подношения Гарпона Ла», переведённые Деченом Пембой и Фионой Се-Лоррен, вошли в The Penguin Book of Modern Tibetan Essays.

## Награды
- В 2007 году Церинг Вjзер была удостоена премии Норвежского союза авторов за свободу слова[17].
- В 2007 году она также была награждена медалью за свободу слова Ассоциацией тибетских журналистов[18].
- В 2010 году Международный женский медиа-фонд наградил её премией за отвагу в журналистике[19][20].
- В 2011 году — премия Принца Клауса
- В 2013 году Церинг Возер была награждена Международной женской премией за отвагу[21].

## Работы
- 西藏在上. — Xining : Qinghai People's Press, 1999.; Woeser’s First poetry Edition
- 西藏笔记. — Guangzhou : Huacheng Publishing Press, 2003. — ISBN 7-5360-3831-3.. Также опубликовано в Тайване 名為西藏的詩. — Taiwan : 大块文化, 2006. — ISBN 986-7291-90-5..
- 绛红色的尼玛次仁. — Beijing : China Documents Press, 2004. — ISBN 7-80166-415-9.
- 絳紅色的地圖. — Taiwan : Shiying Publishing Press (時英出版社), 2003. — ISBN 986-7762-04-5.; также опубликовано в China Tourism Press[кит.] in 2004, ISBN 7-5032-2247-6.
- 八廓街的沧桑. — Lhasa : Tibet People's Publishing House, 2004. — ISBN 7-223-01587-X.
- 杀劫. — Taiwan : 大块文化, 2006. — ISBN 986-7291-84-0.
- Tibet’s True Heart. Selected Poems. Dobbs Ferry, NY, 2008 (Ragged Banner Press Excerpts), ISBN 978-0-9816989-0-8. Poems by Woeser (Weise), translated by A. E. Clark, Review 10−10−2008 (highpeakspureearth.com) Review 10−10−2008 Архивировано 10 января 2013 года. (savetibet.org)
- Tibet on Fire: Self-Immolations Against Chinese Rule Verso, London (2016) ISBN 978-1784781538[22]
- Forbidden Memory Tibet during the Cultural Revolution English edition, published 2020 by University of Nebraska Press, By Tsering Woeser, Photographs by Tsering Dorje, Edited by Robert Barnett, Translated by Susan T. Chen, Foreword by Wang Lixiong.